# مقاطعة سان ماتيو (كاليفورنيا)
مقاطعة سان ماتيو (بالإنجليزية: San Mateo County)‏ هي إحدى مقاطعات ولاية كاليفورنيا في الولايات المتحدة الأمريكية.

## أعلام
- ريتش غوردون
- داني باريت
- آنا تورنر
- جونا بليشمان
- نيكولاس غيلد